# (15132) Steigmeyer
(15132) Steigmeyer est un astéroïde de la ceinture principale.

## Description
(15132) Steigmeyer est un astéroïde de la ceinture principale. Il fut découvert le 10 mars 2000 à Socorro (Nouveau-Mexique) par le projet LINEAR. Il présente une orbite caractérisée par un demi-grand axe de 2,38 UA, une excentricité de 0,10 et une inclinaison de 6,4° par rapport à l'écliptique.

## Compléments